# Zbór Kościoła Adwentystów Dnia Siódmego w Zielonej Górze
Zbór Kościoła Adwentystów Dnia Siódmego w Zielonej Górze – zbór adwentystyczny w Zielonej Górze, należący do okręgu wielkopolskiego diecezji zachodniej Kościoła Adwentystów Dnia Siódmego w RP.
Zielonogórski zbór adwentystyczny został założony w 1904 r.
Pastorem zboru jest Piotr Bylina. Nabożeństwa odbywają się w Domu Modlitwy przy Szosie Kisielińskiej 3 w każdą sobotę w godzinach od 9:30 do 12:00.
Adwentyści w Zielonej Górze, podobnie jak inne zbory tego Kościoła, działają na rzecz lokalnych społeczności.Dla mieszkańców Zielonej Góry i okolic były organizowane spotkania i wykłady o charakterze antynikotynowym, powiększenia świadomości zdrowego trybu życia oraz poszerzenia wiadomości biblijnych.